# Maurice Lever
Maurice Lever (Neuilly-sur-Seine, 8 agosto 1935 – Parigi, 27 gennaio 2006) è stato uno storico francese.
È stato studioso della letteratura e della storia francese del XVII e del XVIII secolo. Ha curato la pubblicazione di scritti inediti di autori francesi di quel periodo.
La sua opera più importante è una biografia del Marchese de Sade.

## Biografia
Lever frequentò la scuola ad Alessandria e, dal 1947, a Parigi al Lycée Janson de Sailly. Ha studiato dal 1961 alla Sorbonne. Ha svolto attività di ricerca al Centre national de la recherche scientifique (CNRS) dapprima come Attaché de recherche (1968-1971), poi come Chargé de recherche (1972-1976), indi Maître de recherche (1977-1982) e infine come Directeur de recherche (1983-2001).
Nel 1977 ottiene la cattedra alla Paris IV: Paris-Sorbonne con il suo lavoro su Charles Sorel, De la connoissance des bons livres ou examen de plusieurs autheurs (1671) e il Supplément des traitez de la connoissance des bons livres.
Lever è stato responsabile del Centre d'étude des XVIIe et XVIIe siècles della Sorbonne.
Fu sposato con la storica Evelyne Lever.
Il 19 gennaio 2008, a due anni dalla sua scomparsa, è stata tenuta a Parigi una giornata di studio In memoriam Maurice Lever, dal titolo «Itinéraires d'un curieux. Du côté de chez Sade».

## Opere
- Beaumarchais: a biography, 2009
- Le Chevalier d'Eon: une vie sans queue ni tete (con Evelyne Lever), 2009
- Louis XV: libertin malgré lui, 2001
- Pierre-Augustin Caron de Beaumarchais, 1999
- Romanciers du grand siècle, 1996
- Isadora, 1995
- Sade: a biography, 1993
- Papiers de famille, 1993
- Canards sanglants: naissance du fait divers, 1993
- Donatien Alphonse François, Marquis de Sade, 1991
- Isadora: roman d'une vie, 1987
- Les bûchers de Sodome: histoire des "infames", Fayard, Paris 1985.
- Le roman francais au XVIIe siècle, 1981

## Opere inedite pubblicate sotto la sua curatela
- Lettres D'amour (di Pierre-Augustin Caron de Beaumarchais), 2007
- Je Jure Au Marquis De Sade, Mon Amant, De N'etre Jamais Qu'a Lui (di de Sade), 2005
- Lettres Galantes a M.me De Godeville: 1777-1779 (di Pierre-Augustin Caron de Beaumarchais), 2004
- Que Suis-Je a Present(di de Sade) 1998
- Cendre Et Poussiere: Memoires (di Maria Mancini), 1997
- Voyage D'Italie, Ou, Dissertations Critiques, Historiques Et Philosophiques Sur Les Villes De Florence, Rome , Naples, Lorette Et Les Routes Adjacentes a Ces Quatre Villes... (di Jean-Baptiste Tierce e de Sade), 1995
- Le Sceptre Et La Marotte: Histoire Des Fous De Cour, 1983
- Le Miracle D'amour (di Pierre de Marbeuf), 1983
- Elise: Roman Inedit Du XVIIe Siècle (in collaborazione con il Centre d'étude de la langue et de la Littérature françaises du XVIIe et du XVIIIe siècle), 1981
- Le Monde a l'envers (di Frédérick Tristan), 1980
- La Fiction Narrative En Prose Au XVIIeme Siècle: Repertoire Bibliographique Du Genre Romanesque En France (1600-1700), 1976